# أولمبياد الشطرنج ال17
أولمبياد الشطرنج 1966 هي منافسة عالمية نظمها الاتحاد الدولي للشطرنج من 23 أكتوبرإلى 20 نوفمبر 1966 بالعاصمة الكوبية هافانا شارك فيها 52 بلداً.